# Iaropolk I al Kievului
Iaropolk I Sveatoslavici (în slava veche de est: Ꙗрополкъ Свѧтославичъ, transliterat sub numele de Iaropolk Sveatoslavici; rusă și ucraineană: Ярополк Святославич); (n.  ?, Kiev, Ucraina – d. 11 iunie 978 d.Hr., Kaniv, Rusia Kieveană) a fost liderul tânăr și enigmatic al Kievului între 972 și 980. A fost cel mai mare fiu al lui Sveatoslav. Titlul său regal a fost acela de cneaz.

## Viață
Iaropolk a primit Kievul de tatăl său, Sveatoslav I al Kievului, care a plecat într-o campanie militară împotriva bulgarilor de la Dunăre. La scurt timp după moartea lui Sveatoslav, însă, a început un război civil între Iaropolk și frații săi. Potrivit unei cronici, fratele lui Iaropolk, Oleg din Drelinia, l-a ucis pe Liut, fiul consilierului-șef și comandantul militar al lui Iaropolk, Sveneld. Alternativ, Sveneld este același cu Sveatoslav, deoarece Sveinald/Sveneld este interpretarea norvegiană a numelui slav Sveatoslav. Într-un act de răzbunare și la insistența lui Sveneld, Iaropolk a intrat în război împotriva fratelui său și l-a ucis. Iaropolk și-a trimis apoi oamenii la Novgorod, de unde celălalt frate al său, Vladimir, fugise după ce a primit vestea morții lui Oleg. Astfel, Iaropolk a devenit singurul conducător al Rusiei Kievene.
În 980, Vladimir s-a întors cu mercenarii varegieni și l-a atacat Iaropolk. În drum spre Kiev, Vladimir a cucerit Poloțk, deoarece Rogneda, fiica prințului Rogvolod din Poloțk, l-a ales pe Iaropolk în locul său. Vladimir a forțat-o pe Rogneda să se căsătorească cu el. Apoi, Vladimir a cucerit Kievul cu ajutorul unui boier numit Blud, care devenise consilierul-șef al lui Iaropolk la moartea lui Sveneld. Blud l-a trădat pe Iaropolk, sfătuindu-l să fugă din Kiev și să se retragă în orașul Rodnia, la gura râului Ros. Vladimir a asediat Rodnia și l-a înfometat pe Iaropolk, forțându-l să negocieze. Iaropolk a avut încredere în promisiunile de pace ale lui Blud și ale fratelui său și a plecat la sediul general al lui Vladimir, unde va fi ucis într-o ambuscadă de doi varegi.

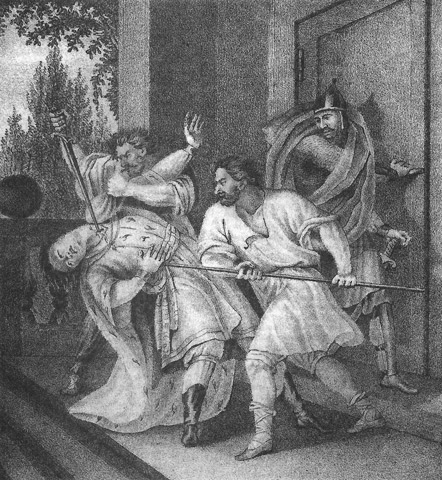
Uciderea lui Iaropolk

## Presupus botez
În ceea ce privește sursele străine contemporane, Lambert din Hersfeld consemnează că, în Paștele din 973, Sfântul Împărat Roman a fost vizitat de trimiși din Rusia (legati gentium Ruscorum). În secolele ulterioare s-a spus că Iaropolk a schimbat și ambasadorii cu Papa. Croniconul lui Adémar de Chabannes și viața Sfântului Romuald (de Petru Damiani) documentează cum Sfântul Bruno de Querfurt a fost trimis în Rusia și a reușit să convertească un rege local (unul dintre cei trei frați care au condus pământul) la creștinism. Deoarece ambele texte sunt pline de anacronisme, Vladimir Parhomenko consideră că faptele lui Bruno au fost combinate cu cele ale predecesorilor săi, Adalbert de Praga și mai mulți misionari anonimi activi în Europa de Est în timpul domniei lui Otto II.
Urmând această linie de gândire, Aleksandr Nazarenko sugerează că Iaropolk a trecut prin câteva rituri preliminare botezului, dar a fost ucis de fratele său păgân (ale cărui drepturi la tron erau îndoielnice) înainte de a putea fi primit formal în credința creștină. Orice informație despre botezul lui Iaropolk conform ritului latin a fost suprimată de cronicarii ortodocși de mai târziu, zeloși să păstreze imaginea lui Vladimir despre apostolul rus nepătată pentru generațiile următoare. Se știe că fiul lui Vladimir, Iaroslav, a ordonat deshumarea lui Iaropolk, botezarea lui și reînhumarea în Biserica Zecimilor.